# Josef Oswald
Josef Oswald (ur. 1 kwietnia 1900 w Riggerding, zm. 10 stycznia 1984 w Pasawie) – niemiecki duchowny katolicki, historyk wykładowca akademicki, honorowy obywatel Pasawy.

## Życiorys

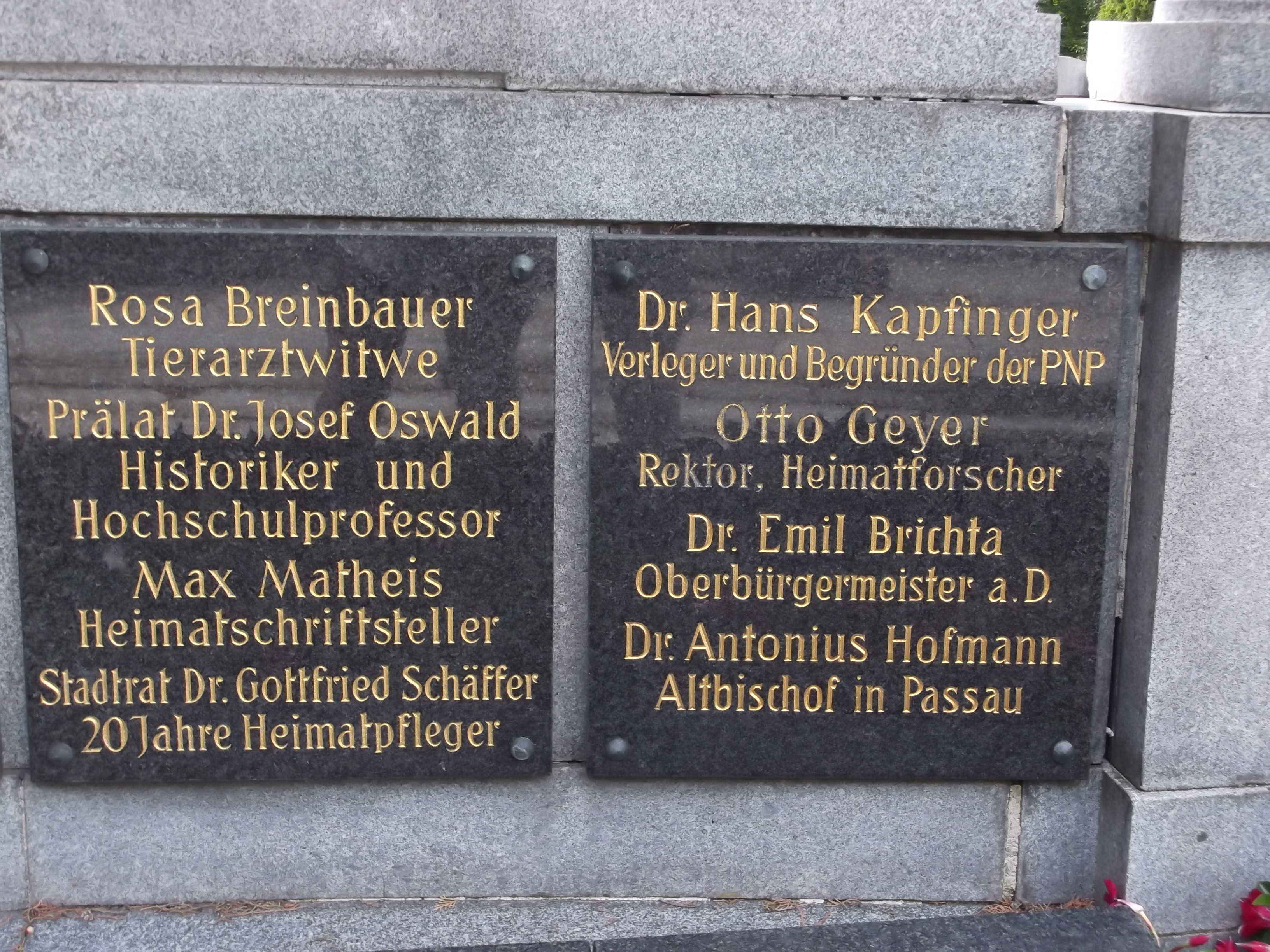
Na tablicy honorowych obywateli Pasawy

Od 1911 kształcił się w gimnazjum Leopoldinum w Pasawie. W 1919 rozpoczął studia na uczelni filozoficzno-teologicznej w Pasawie. W 1920 przeniósł się na Uniwersytet w Monachium. W 1924 przyjął w Pasawie święcenia kapłańskie z rąk biskupa Sigismunda von Ow-Felldorfa. Następnie poświęcił się pracy duszpasterskiej, m.in. w miejscowości urodzenia byłego papieża Benedykta XVI – Marktl. Po doktoracie (1931) i habilitacji (1933) objął w 1936 roku katedrę historii Kościoła na Uniwersytecie w Monachium. Od 1937 wykładał na uczelni w Bambergu w Bawarii, od 1938 w Dillingen. W 1940 został mianowany profesorem Państwowej Akademii w Braniewie w Prusach Wschodnich.
W 1945 roku został mianowany profesorem nadzwyczajnym na Uniwersytecie Filozoficzno-Teologicznym w Pasawie, aż do mianowania go profesorem zwyczajnym w 1948 roku. W 1952 odrzucił ofertę studiów na Westfalskim Uniwersytecie Wilhelma w Münster. W latach 1949–1955 pełnił funkcję rektora sudiów filozoficzno-teologicznych (seminarium), w 1955 został kierownikiem Biblioteki Państwowej w Pasawie (do 1978). Był członkiem Bawarskiej Akademii Nauk oraz aktywnie działał w innych stowarzyszeniach.
2 grudnia 1968 otrzymał tytuł honorowego obywatela miasta Pasawa. Jego nazwisko znajduje się na pomniku zasłużonych dla Pasawy.

## Pisma (wybór)
- Das alte Passauer Domkapitel. Seine Entwicklung bis zum 13. Jahrhundert und sein Wahlkapitulationswesen (= Münchener Studien zur historischen Theologie, Bd. 10). Kösel & Pustet, München 1933.
- Beiträge zur altbayerischen Kultur- und Kirchengeschichte (= Neue Veröffentlichung des Instituts für Ostbaierische Heimatforschung, Bd. 35). Passau 1976.

## Literatura
- August Leidl: . In: . Band 26, 1984, ISSN 0078-6845, S. 5–15.
- Franz Mader: . 1. Auflage. Neue-Presse-Verlags-GmbH, Passau 1995, ISBN 3-924484-98-8 (współwydawca: Stadtarchiv Passau).